# Багапов Хамза Абдулович
Хамза Абдулович Багапов (рос. Хамза Абдуллхаинович Багапов; нар. 7 жовтня 1939, Баку, Азербайджанська РСР) — радянський футболіст, радянський та російський тренер, виступав на позиції півзахисника. Чемпіон РРФСР, майстер спорту СРСР (1962).

## Клубна кар'єра
Футболом розпочав займатися з 12 років. У 18 річному віці дебютував у складі юнацької збірної Азербайджану, пізніше був запрошений грати за збірну Краснодарського краю.
У 1957 році Хамза був запрошений до краснодарської «Кубані», де провів вісім з половиною років. Разом з командою Хамза стає переможцем зонального турніру в класі «Б» СРСР, а також чемпіоном РРФСР, за що він був удостоєний звання Майстер спорту СРСР. Золотою медаллю Багапова нагородив Олександр Петрович Старостін, один із засновників московського «Спартака». Всього у складі «Кубані» Хамза провів близько 220 матчів, в яких забив не менше 13 м'ячів. 
У серпні 1966 року Хамза поповнив ряди клубу першої ліги СРСР нальчикского «Спартака», де він провів три з половиною роки. У 1970 році виступав за команду «Старт» з Єйська, а пізніше за український «Дніпро» з міста Черкаси.
З 1972 по 1981 рік Хамза грав в аматорських командах, зокрема в колективі заводу імені Сєдіна. За підсумками опитування на офіційному сайті кубанського колективу Хамза Багапов був визнаний найкращим гравцем «Кубані» 1940-1960 років. Він входить до ради старійшин краснодарської команди.

## Кар'єра тренера
У 1974 році Багапов починає свою тренерську діяльність в дитячо-юнацькій спортивній школі, де працював до 1986 року. Через рік, після вильоту краснодарської «Кубані» до другої ліги радянського чемпіонату, Хамза очолив рідну команду. У 1987 році Багапов стає разом з клубом чемпіоном РРФСР і виводить команду в першу лігу, але вже через рік покинув команду в зв'язку з незадовільними результатами колективу. Після чого став помічником Володимира Олександровича Бражнікова в білорєчєнському «Хіміку», але вже в травні він очолив команду.
У 1993 році стає тренером у краснодарській команді першої ліги «Колос», де пізніше був призначений начальником команди. Другу половину сезону 1994 року Багапов провів як головний тренер армавірського «Торпедо».
Починаючи з 1995 року, Хамза працював з краснодарської «Кубанню» як тренер-селекціонер аж до 1996 року. У 1997 році Багапов повернувся в ДЮСШ, де працює тренером й досі. Також Хамза тренує любительську команду «Інфотекс».

## Досягнення
Як гравця
- Чемпіонат РРФСР
  -  Чемпіон (1): 1962[2].

- Друга ліга СРСР (зональний турнір)
  -  Чемпіон (1): 1962[2].

Як тренера
- Чемпіонат РРФСР
  -  Чемпіон (1): 1987[9].

- Друга ліга СРСР (зональний турнір)
  -  Чемпіон (1): 1987[9].

## Особисте життя
З 12 до 18 років, окрім футболу, Хамза займався музикою по класу домри й виступав у струнному оркестрі міста Баку. Син Олександр — радянський і російський футболіст, півзахисник. Російський арбітр і тренер.

## Статистика виступів
| Команда                  | Сезон             | Чемпіонат         | Чемпіонат | Чемпіонат | Кубок | Кубок | Інше  | Інше | Загалом | Загалом |
| Команда                  | Сезон             | Рів.              | Матчі     | Голи      | Матчі | Голи  | Матчі | Голи | Матчі   | Голи    |
| ------------------------ | ----------------- | ----------------- | --------- | --------- | ----- | ----- | ----- | ---- | ------- | ------- |
| «Кубань» (Краснодар)     | 1958              | II                | 14        | 2         | 0     | 0     | 0     | 0    | 14      | 2       |
| «Кубань» (Краснодар)     | 1959              | II                | 17        | 1         | 0     | 0     | 0     | 0    | 17      | 1       |
| «Кубань» (Краснодар)     | 1960              | II                | 23        | 1         | 0     | 0     | 0     | 0    | 23      | 1       |
| «Кубань» (Краснодар)     | 1961              | II                | ?         | ?         | ?     | ?     | 0     | 0    | 0*      | 0*      |
| «Кубань» (Краснодар)     | 1962              | II                | 30        | 3         | 0     | 0     | 4     | 0    | 34      | 3       |
| «Кубань» (Краснодар)     | 1963              | II                | 30        | 1         | 0     | 0     | 0     | 0    | 30      | 1       |
| «Кубань» (Краснодар)     | 1964              | II                | 27        | 3         | 0     | 0     | 0     | 0    | 27      | 3       |
| «Кубань» (Краснодар)     | 1965              | II                | 16        | 2         | 0     | 0     | 0     | 0    | 16      | 2       |
| «Кубань» (Краснодар)     | 1966              | II                | 12        | 0         | 0     | 0     | 0     | 0    | 12      | 0       |
| «Кубань» (Краснодар)     | Загалом           | Загалом           | 169*      | 13*       | 0*    | 0*    | 4     | 0    | 173*    | 13*     |
| «Автомобіліст» (Нальчик) | 1966              | II                | 9         | 1         | 0     | 0     | 0     | 0    | 9       | 1       |
| «Автомобіліст» (Нальчик) | 1967              | II                | 35        | 5         | 3     | 0     | 0     | 0    | 38      | 5       |
| «Автомобіліст» (Нальчик) | 1968              | II                | 35        | 5         | 0*    | 0     | 0     | 0    | 35*     | 5       |
| «Автомобіліст» (Нальчик) | 1969              | II                | 32        | 3         | 0*    | 0     | 0     | 0    | 32*     | 3       |
| «Автомобіліст» (Нальчик) | Загалом           | Загалом           | 111       | 14        | 3*    | 0     | 0     | 0    | 114*    | 14      |
| «Торпедо» (Єйськ)        | 1970              | IV                | ?         | ?         | 0     | 0     | 0     | 0    | 0*      | 0*      |
| «Дніпро» (Черкаси)       | 1971              | III               | 42        | 3         | 0     | 0     | 0     | 0    | 42      | 3       |
| Усього за кар'єру        | Усього за кар'єру | Усього за кар'єру | 322*      | 30*       | 3*    | 0*    | 4     | 0    | 329*    | 30*     |

Примітки: знаком * позначені колонки, дані в яких, можливо, неповні в зв'язку з відсутністю протоколів першості 1961 і 1970 року народження, а також протоколів кубка 1961, 1968 і 1969 років.
Джерела:
- Статистика виступів взята з книги: Морозов И. А. История Кабардино-Балкарского футбола. Часть 2 (1959—1991). — Астрахань, 2006. — 278 с.

## Статистика на посаді головного тренера
| Клуб                 | Країна | Початок роботи | Кінець Роботи | Результати | Результати | Результати | Результати | Результати | Результати | Результати |
| Клуб                 | Країна | Початок роботи | Кінець Роботи | Іг         | В          | Н          | П          | У%         | Н%         | П %        |
| -------------------- | ------ | -------------- | ------------- | ---------- | ---------- | ---------- | ---------- | ---------- | ---------- | ---------- |
| «Кубань» (Краснодар) | СРСР   | 1987           | 1988          | 82         | 39         | 17         | 26         | 47.56      | 20.73      | 31.71      |
| «Торпедо» (Армавір)  | СРСР   | 1994           | 1994          | 32         | 11         | 4          | 17         | 34.38      | 12.50      | 53.12      |